# Hochschule RheinMain
Die Hochschule RheinMain (engl. RheinMain University of Applied Sciences) ist eine staatliche Hochschule des Landes Hessen mit Standorten in Wiesbaden und Rüsselsheim am Main. Sie hat 11.810 (Stand SoSe 2025) Studierende bei über 70 Studienangeboten.
Die Hochschule besitzt das eigenständige Promotionsrecht in mehreren Bereichen und ist Teil des IT-Clusters Rhein-Main-Neckar.

## Geschichte

Logo der FH Wiesbaden

Die Fachhochschule Wiesbaden entstand zum 1. August 1971 aus dem Zusammenschluss früherer Ingenieurschulen in Idstein, Rüsselsheim und Geisenheim sowie der Werkkunstschule Wiesbaden. Zum 1. September 2009 hat sich die Fachhochschule Wiesbaden in Hochschule RheinMain umbenannt.
Bis Ende 2012 gab es drei Studienorte der Hochschule RheinMain. Der dritte Studienort Geisenheim im Rheingau mit dem Fachbereich Geisenheim wurde zum 1. Januar 2013 abgetrennt und bildet nun zusammen mit der Forschungsanstalt Geisenheim die neugegründete Hochschule Geisenheim.
2011 wurde die Hessische Landesbibliothek in die Hochschule integriert. Zusammen mit den bis dahin bestehenden Fachbereichsbibliotheken bildet sie nun die Hochschul- und Landesbibliothek RheinMain.
Die Hochschule RheinMain ist Mitglied der Hochschulen für Angewandte Wissenschaften Hessen.

## Studienorte

### Wiesbaden
Etwa 80 % (9.544) der 11.810 Studierenden (Stand SoSe 2025) studieren in der Landeshauptstadt Wiesbaden an folgenden Standorten:
- Campus am Kurt-Schumacher-Ring: Hier befinden sich die Fachbereiche Sozialwesen mit 1.949 Studierenden sowie Architektur und Bauingenieurwesen mit 1.928 Studierenden (Stand: SoSe2025).
- Campus Bleichstraße: Wiesbaden Business School, 2.791 Studierende (Stand: SoSe2025)
- Campus Unter den Eichen: Am ehemaligen Sitz des ZDF befinden sich die Studiengänge Media: Conception & Production, Media Management, Medieninformatik, Angewandte Informatik, Wirtschaftsinformatik, Kommunikationsdesign und Innenarchitektur des Fachbereichs Design Informatik Medien sowie das Hauptstudium des Studiengangs Medientechnik (früher Fernsehtechnik und elektronische Medien) des Fachbereiches Ingenieurwissenschaften. Momentan studieren hier rund 2.878 Personen (Stand: SoSe2025).
- Campus Rheinstraße: Zusammen mit den fächerbezogenen Bibliotheken an den bisher genannten Campus bietet die seit 1813 bestehende ehemalige Landesbibliothek als Hochschul- und Landesbibliothek RheinMain die zentralen Informationsdienste der Hochschule.

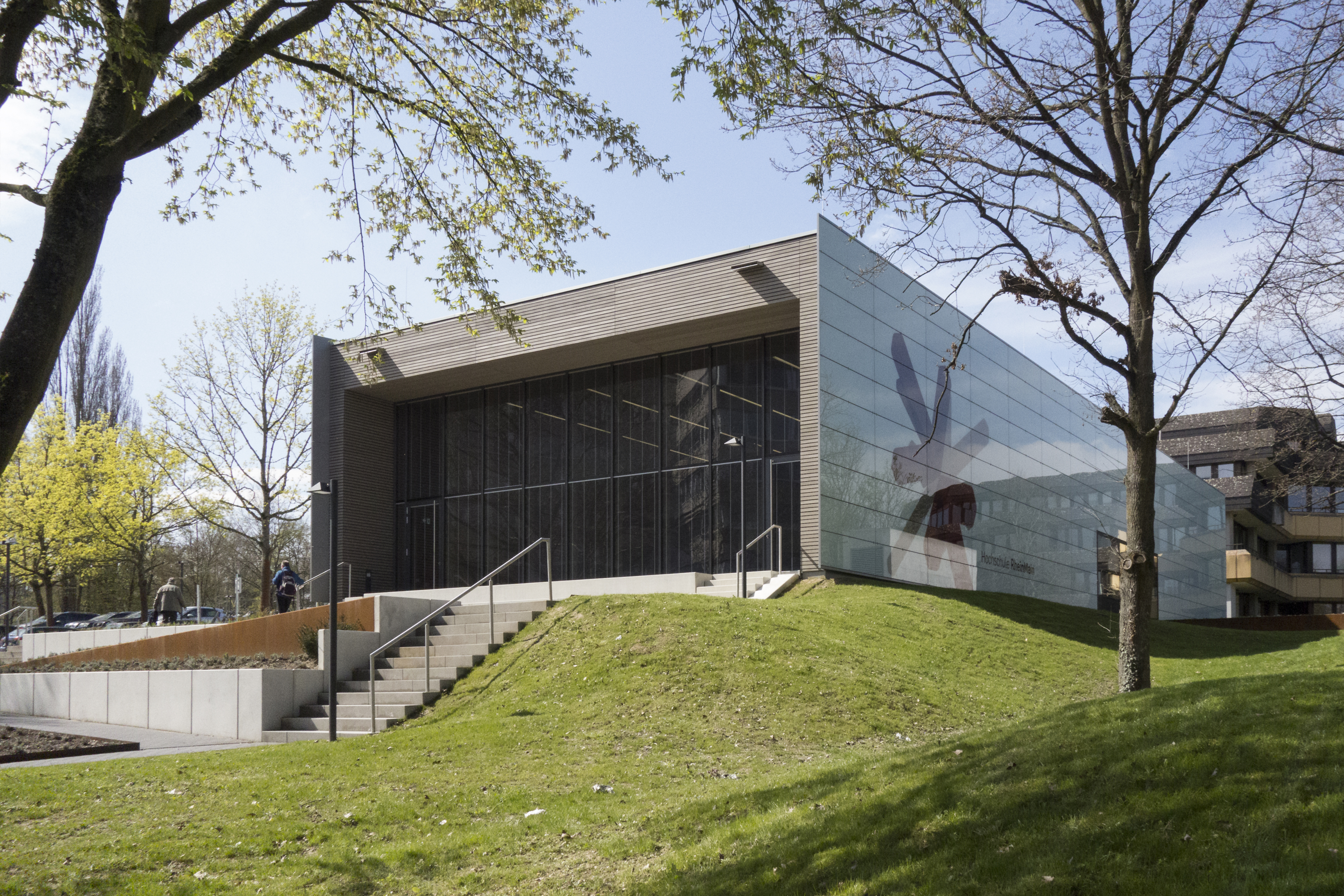
Das Hörsaalgebäude G am Campus Kurt-Schumacher-Ring in Wiesbaden
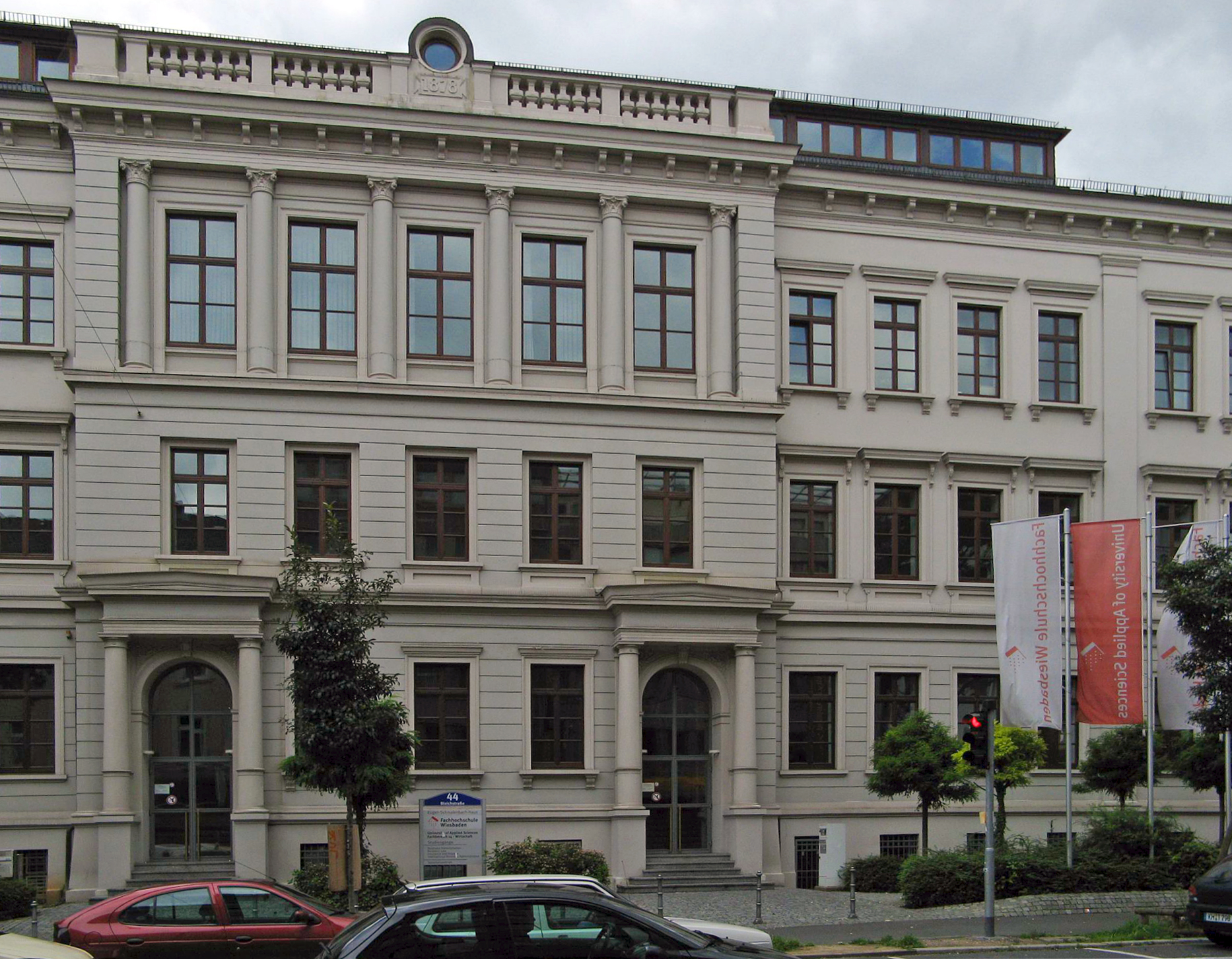
Der Campus Bleichstraße in Wiesbaden ist Sitz der Wiesbaden Business School

### Rüsselsheim am Main
Die vier Studienbereiche Maschinenbau, Informationstechnologie und Elektrotechnik, Physik sowie Umwelttechnik und Dienstleistung sind seit September 2006 im Fachbereich Ingenieurwissenschaften zusammengefasst und bieten mehrere Bachelor- und Masterstudiengänge an. Hier lernen aktuell 2.266 Studierende (SoSe2025).

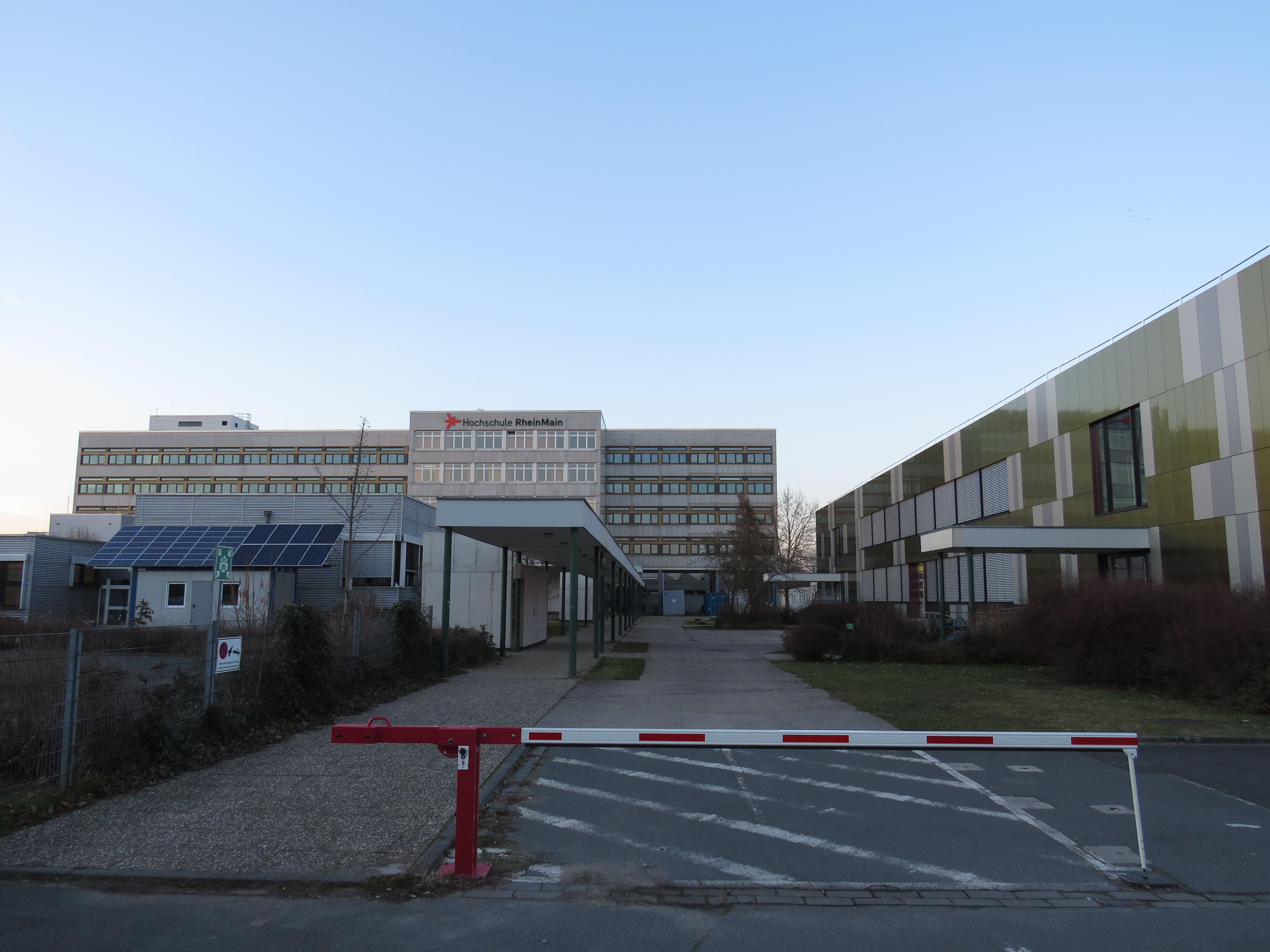
Campus Rüsselsheim am Main

## Fachbereiche
Die Hochschule hat folgende 5 Fachbereiche mit über 70 Studienangeboten:
- Architektur und Bauingenieurwesen (zusammengelegt 2005)
- Design Informatik Medien (seit 2006)
- Ingenieurwissenschaften (seit 1. September 2006 Zusammenlegung der vier ehemaligen Fachbereiche, jetzt Studienbereiche Informationstechnologie und Elektrotechnik, Maschinenbau, Umwelttechnik und Dienstleistungen sowie Physik)
- Sozialwesen (seit 1974)
- Wiesbaden Business School (seit 1971)

### Fachbereich Architektur und Bauingenieurwesen
Die ehemals selbständigen Fachbereiche Architektur und Bauingenieurwesen wurden zum 1. September 2005 verschmolzen, was auch die lange Verbundenheit – bei aller Rivalität – verdeutlichen sollte. Beide gingen aus der bereits 1869 gegründeten ehemaligen Baugewerkschule und späteren Bauschule in Idstein hervor. 1971 wurde die Bauschule Teil der neu gegründeten Wiesbadener Fachhochschule, war aber zunächst weiterhin in Idstein angesiedelt. Erst 1993 zog man in einen großzügigen Neubau mit Massivbau- und Wasserbaulabor sowie weiteren Laborräumen um.
Heute bietet der Studienbereich Bauingenieurwesen die Studiengänge Bauingenieurwesen (Bachelor of Engineering, sechs Semester), Immobilienmanagement (Bachelor of Engineering, sechs Semester), Mobilitätsmanagement (Bachelor of Engineering, sieben Semester), Baukulturerbe – erhalten und gestalten (Bachelor of Science, sechs Semester), Bautechnologie | Baumanagement (Master of Engineering, vier konsekutive Semester) und Umweltmanagement und Stadtplanung in Ballungsräumen – UMSB (Master of Engineering, vier aufbauende Semester) an. Für das Wintersemester 2023/24 ist ferner der Start des Master-Studiengangs Real Estate (Master of Science, vier Semester) geplant.
Im Studienbereich Architektur werden Studierenden im Bachelor-of-Arts-Studiengang Architektur(sechs Semester) aufgenommen. Der Master-of-Arts-Studiengang Architektur – Bauen im Bestand nahm seinen Lehr- und Studienbetrieb im Wintersemester 2011/2012 auf.
In beiden Studienbereichen – Architektur und Bauingenieurwesen – liefen die Diplomstudiengänge im Jahr 2010 aus.
28 Professoren, ca. 30 Lehrbeauftragte und ebenso viele weitere Mitarbeiter betreuen die etwa 890 Studierenden des Fachbereichs.

### Fachbereich Design Informatik Medien
Der Fachbereich ist am 1. Januar 2006 aus den ehemaligen Fachbereichen Informatik, Gestaltung und Medienwirtschaft hervorgegangen. Es sind ca. 2.000 Studierende eingeschrieben, die von ca. 50 Professoren betreut werden. Angeboten werden die Studiengänge Kommunikationsdesign (B.A.), Media Management (B.Sc.), Media: Conception & Production (B.A.), Screen Arts (M.A.), Media & Design Management (M.Sc.), Medieninformatik (B.Sc.), Angewandte Informatik (B.Sc.), Wirtschaftsinformatik (B.Sc.), Technische Informatik (ehem. Informatik-Technische Systeme) (B.Sc.), Informatik-dual ausbildungsintegriert (B.Sc.), Informatik-dual praxisintegriert (B.Sc.), Informatik (M.Sc.) und Innenarchitektur (B.A. und M.A.).

### Fachbereich Ingenieurwissenschaften

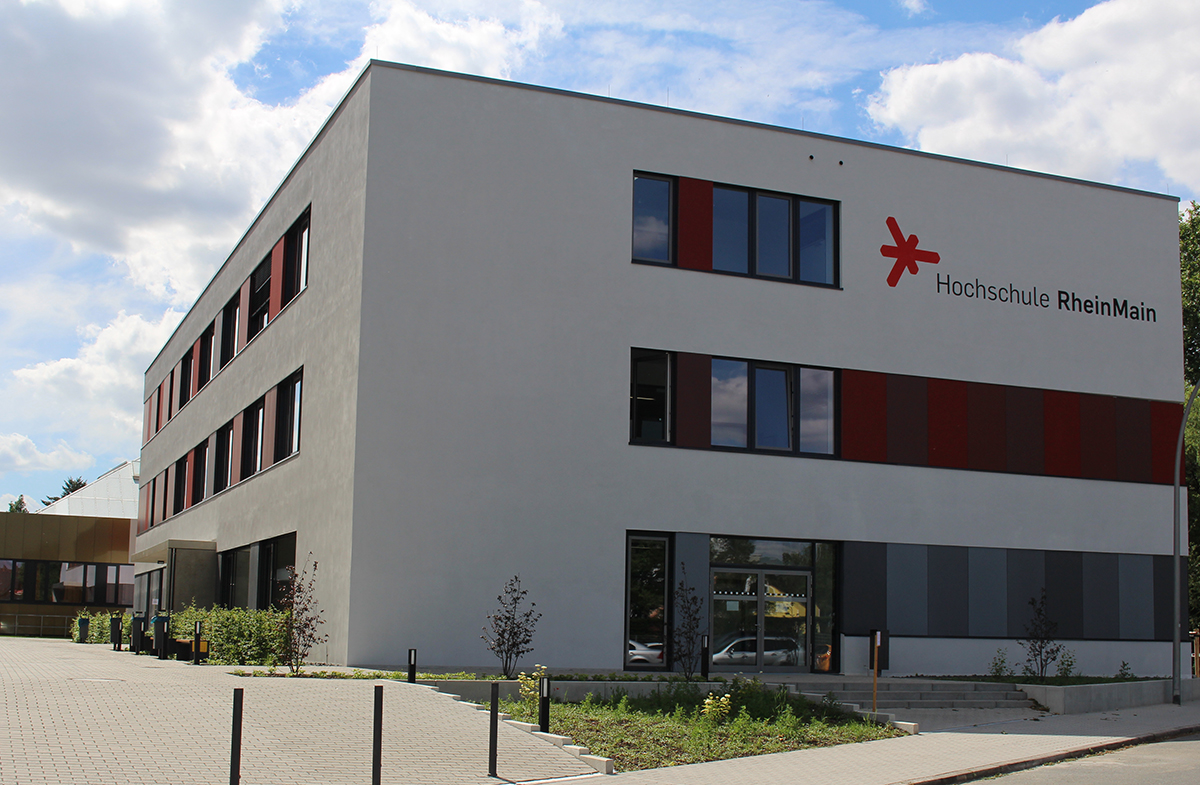
Das neue G-Gebäude am Campus Am Brückweg der Hochschule RheinMain

Der Fachbereich Ingenieurwissenschaften ist in Rüsselsheim am Main angesiedelt. Er umfasst die Studienbereiche Informationstechnologie und Elektrotechnik, Maschinenbau, Umwelttechnik und Dienstleistungen sowie Physik, vier ehemalige Fachbereiche, die zum 1. September 2006 fusionierten.
Der Fachbereich bietet u. a. folgende Studiengänge an: IWI Internationales Wirtschaftsingenieurwesen (Bachelor), Medientechnik (früher Fernsehtechnik und elektronische Medien) (Bachelor), Maschinenbau (Bachelor), Physikalische Technik (Bachelor) sowie Umwelttechnik (Bachelor). Darüber hinaus sind hier konsekutive Masterstudiengänge und berufsintegrierte Studiengänge zu finden. Der Studiengang Angewandte Mathematik startete im Wintersemester 2010/2011 am Fachbereich Architektur und Bauingenieurwesen und gehört seit dem Wintersemester 2016/2017 zum Fachbereich Ingenieurwissenschaften. Neue Studienangebote wie der Studiengang Elektro- und Luftfahrttechnik (Bachelor), neue Studienbereiche im Studiengang Maschinenbau (Fahrzeugtechnik und Virtuelle Produkt- und Prozessentwicklung) und neue Studienrichtungen im Studiengang Umwelttechnik (Umweltverfahrenstechnik, Ökotoxikologie und Umweltinformatik) wurden zum Sommersemester 2017 eingeführt.
Der Campus Am Brückweg wurde in den vergangenen Jahren umfassend saniert, dazu wurde im Frühjahr 2017 ein neues Gebäude (G) fertiggestellt und in Betrieb genommen.

### Fachbereich Sozialwesen
Dieser Fachbereich besteht seit dem Wintersemester 1974/75 am Studienort Wiesbaden. Es wurde von Beginn an ein einheitlicher Diplomstudiengang angeboten, der die Trennung von Sozialarbeit und Sozialpädagogik aufgab. Seit 2006 gibt es den Online-Studiengang Master of Arts: Professional Studies (MAPS) und die Bachelorstudiengänge Soziale Arbeit (B.A.), Bildung in Kindheit und Jugend (B.A.), Gesundheitsbezogene Soziale Arbeit (B.A.) und Recht und Management in der Sozialen Arbeit (LL.B.). Der Fachbereich beschäftigt ca. 26 hauptamtliche Professoren, die die 2.066 Studierenden betreuen.

### Fachbereich Wiesbaden Business School
An der Wiesbaden Business School (ehemals Fachbereich Wirtschaft) studieren 2.923 Studierende auf dem Campus Bleich- und Bertramstraße im Zentrum von Wiesbaden mit Sprachen- und Studienzentrum. Der Campus umfasst zwei Gebäude: zur Bleichstraße hin das Eugen-Schmalenbach-Haus (vormals: Louise-Schroeder-Schule), zur Bertramstraße hin das neu erbaute Dieter-Fladung-Haus, welches nach einem verstorbenen Dekan benannt wurde. In dem von großen Glaselementen geprägten Dieter-Fladung-Haus befinden sich auch die Mensa und die Bibliothek. Beide Gebäude sind durch einen idyllischen, baumbestandenen Innenhof miteinander verbunden.
Das Studienangebot umfasst die Bachelor-Studiengänge Business Administration, Business & Law in Accounting and Taxation (ehem. Business Law/Wirtschaftsrecht), Digital Business Management, International Business Administration, Gesundheitsökonomie (Health Care Economics) und Versicherungs- und Finanzwirtschaft (ehem. Insurance and Finance) sowie die Master-Studiengänge Accounting and Taxation, Controlling and Finance, International Business Administration, Marketing and Sales und Versicherungs- und Finanzwirtschaft (ehm. Insurance and Finance). In der Lehre sind über 48 Professoren und hauptamtliche Dozenten tätig, die durch über 100 Lehrbeauftragte aus der Praxis unterstützt werden. Die Studierenden werden durch knapp 30 wissenschaftliche und administrative Mitarbeiter am Campus unterstützt. Die Frauenquote unter den Studierenden am Fachbereich liegt bei über 50 %, die von ausländischen Studierende bei ca. 20 %.
Ein alljährlicher gesellschaftlicher Höhepunkt ist das Hoffest des Fachbereichs, welches traditionell Mitte Mai vom Fachschaftsrat ausgerichtet wird.

## Promotion und Forschung
Die Hochschule RheinMain ist anerkannt für ihre berufsqualifizierende Lehre sowie für ihre anwendungsbezogene Forschung. Diese zeigt sich besonders in den drei profilbildenden Forschungsschwerpunkten zu den Themen:
- Engineering 4.0
- Smarte Systeme für Mensch und Technik
- Professionalität sozialer Arbeit

Seit 2017 besitzt die Hochschule RheinMain das eigenständige Promotionsrecht für die Fachrichtungen Soziale Arbeit und Angewandte Informatik, seit 2020 das Promotionsrecht für die Fachrichtung Mobilität und Logistik. Gemeinsam mit der Goethe-Universität Frankfurt am Main werden zudem zwei Doktorandenkollegs betrieben.

## Hochschullehrer
- Lothar Papula (* 1941), Fachbereich Ingenieurwissenschaften
- Heinrich Reisinger (* 1941), Fachbereich Physikalische Technik
- Moniko Greif (* 1952), Fachbereich Ingenieurwissenschaften, Gründungsdekanin
- Silke Wickel-Kirsch (* 1967), Fachbereich Design Informatik Medien
- Alexander Moutchnik (* 1976), Fachbereich Design, Informatik und Medien
- Klaus Michael Indlekofer (* 1971), Physiker
- Peter Winzer (* 1965), Fachbereich Design, Informatik und Medien
- Stephan Böhm, Fachbereich Design, Informatik und Medien

## Absolventen
- Ruth Underberg (1924–2002), Malerin
- Dieter Rams (* 1932), 1961–1995 Chef-Designer Braun
- Gerd A. Müller (1932–1991), Designer
- Marianne Golte-Bechtle (1941–2023), wissenschaftliche Grafikerin, Illustratorin und Künstlerin
- Dagmar Piesker (* 1943), Keramikkünstlerin
- Peter Roehr (1944–1968), Maler und Objektkünstler
- Erhard Göttlicher (* 1946), 1967–1969, Maler, Grafiker und Buchillustrator.
- Hans H. Demant (* 1950), ehem. Vice-President Entwicklung GM Europe und Vors. der Geschäftsführung Adam Opel GmbH, anschließend Chefkoordinator Internationale Projekte Volkswagen AG
- Lee Young-Jae (* 1950), südkoreanische Keramikerin
- Martin Richard (* 1951), ehemaliger Bürgermeister der Kreisstadt Limburg a.d. Lahn
- Arno Backhaus (* 1952), Maler
- Michael Post (* 1952), Maler, Objektkünstler und Kurator
- Günter Eymael (* 1952), Winzer und FDP-Politiker, Mitglied des rheinland-pfälzischen Landtag
- Manfred Michel (* 1953), CDU-Politiker
- Peter Seyffardt (* 1954), CDU-Politiker und Mitglied des Hessischen Landtags
- Gerhard Trabert (* 1956), Arzt für Allgemeinmedizin/Notfallmedizin, Professor für Sozialmedizin/Sozialpsychiatrie und Buchautor
- Rudolf J. Kaltenbach (* 1956), Bildhauer
- Ortwin Baier, (* 1958), Politiker und Mitglied im Landtag von Brandenburg
- Ali Eckert, Filmproduzent, Filmregisseur, Drehbuchautor und Fotokünstler
- Dieter Heckmann (* 1959), SPD-Politiker und Mitglied im Landtag des Saarlandes
- Dagmar Ehrlich (* 1960), Fachjournalistin
- Wilhelm Opatz (* 1962), Grafiker und Architekturkritikerin
- Katharina Pieper (* 1962), Kalligrafin
- Raymond Walk (* 1962), CDU-Politiker und Mitglied im Thüringer Landtag
- Michael Apitz (* 1965), Maler und Comiczeichner
- Karsten Thormaehlen (* 1965), Fotograf und Kreativdirektor
- Nik Schweiger (* 1965), Innenarchitekt und Designer
- Thilo von Debschitz (* 1966), Designer und Autor
- Petra Mattheis (* 1967), Künstlerin und Fotografin
- Dirk Brömmel (* 1968), Bildender Künstler und Fotograf
- Martin Blankemeyer (* 1971), Filmregisseur und Filmproduzent
- Alexander Bloch (* 1972), Motorjournalist und Moderator
- Helga Schmidhuber (* 1972), Bildende Künstlerin
- Numan Acar (* 1974), Schauspieler und Filmproduzent
- Martin Reinl (* 1975), Stand-Up-Comedian, Synchronsprecher, Puppenspieler, Autor und Regisseur
- Laura J Gerlach (* 1980), Künstlerin und Fotografin
- Claudia Salman-Rath (* 1986), vierfache deutsche Meisterin im Siebenkampf
- Nils Reinhardt, Filmproduzent beim Südwestrundfunk
- Sjoeke Nüsken (* 2001), Fußballspielerin von Eintracht Frankfurt und Nationalspielerin